# 히토쓰바시가쿠엔역
히토쓰바시가쿠엔역(일본어: 一橋学園駅)은 일본 도쿄도 고다이라시에 있는 철도역이다.

## 타는 곳
| ↑ 고쿠분지  |
| \| 2 1 \|   |
| 오메 가도 ↓ |

| ■ 다마코 선 | 하기야마・세이부 유원지 방면 |
| ■ 다마코 선 | 고쿠분지 방면                |

## 역세권 정보
- 간토 관구 경찰학교
- 국토교통대학교

## 역사
- 1928년 4월 6일: 영업 개시.
- 1966년: 히토쓰바시다이가쿠역을 흡수함.

## 사진

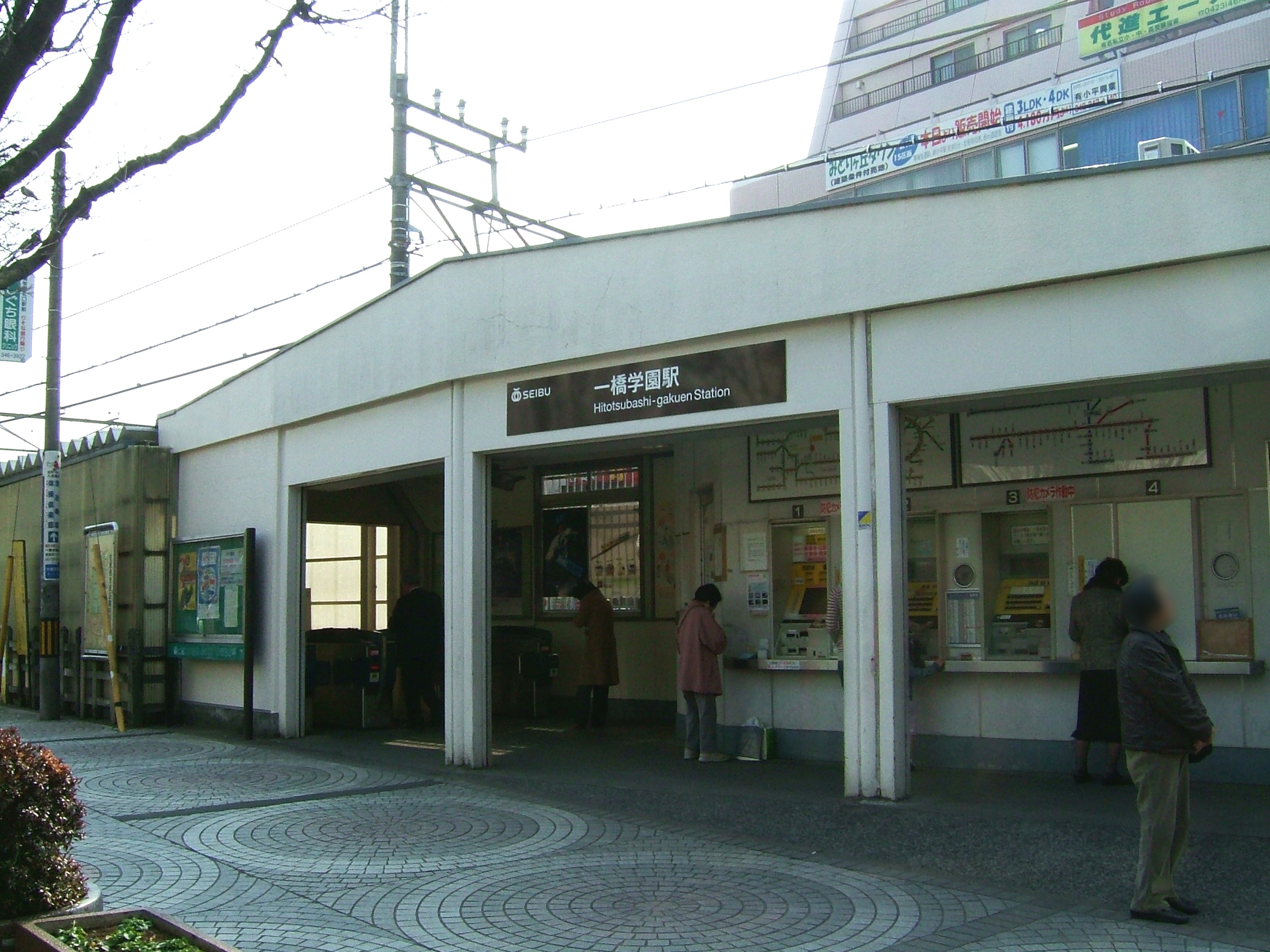
북쪽 출입구
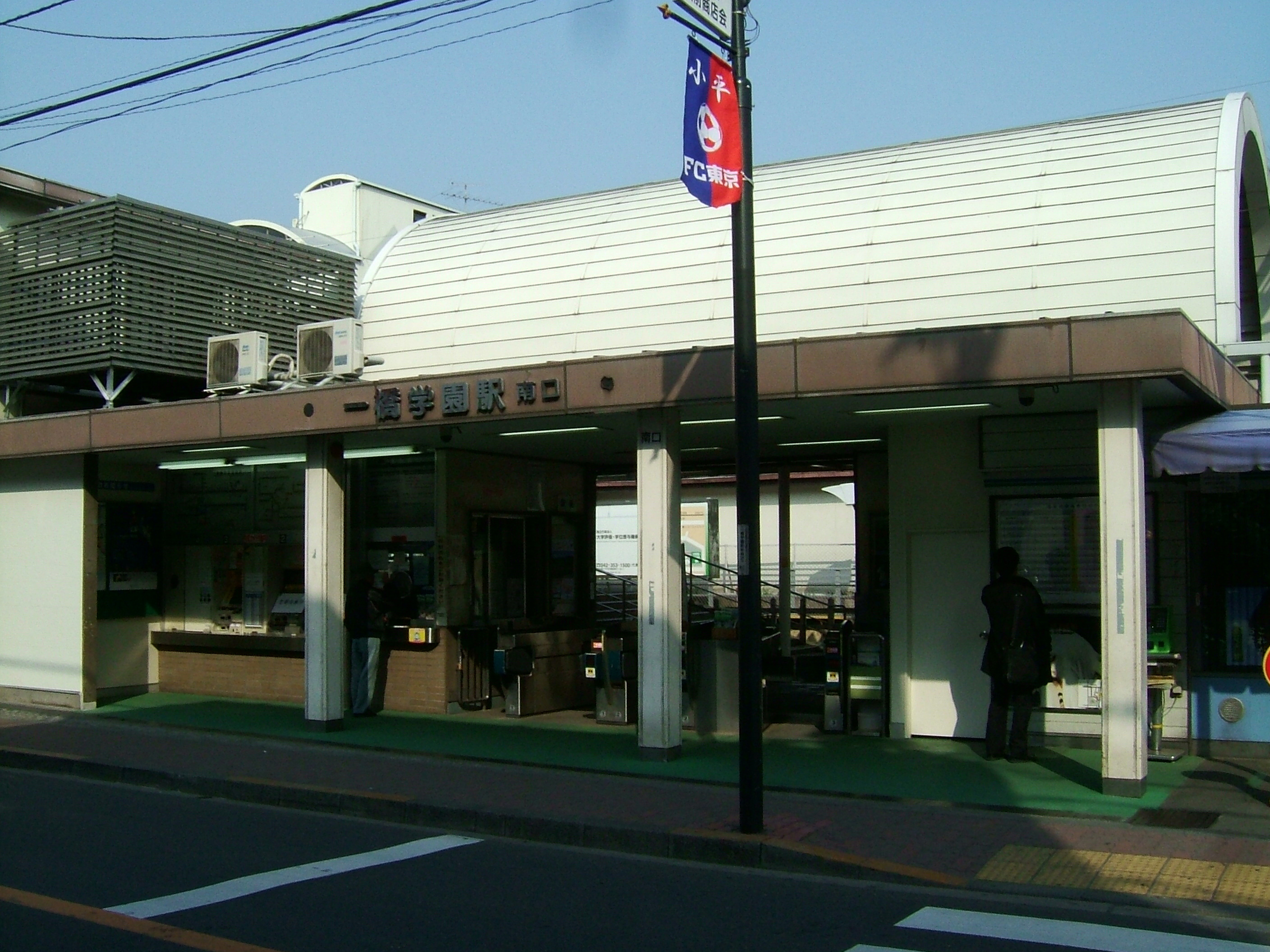
남쪽 출입구

## 인접역
| 세이부 철도■다마코 선 | 세이부 철도■다마코 선 | 세이부 철도■다마코 선        |
| --------------------- | --------------------- | ---------------------------- |
| 고쿠분지 방면         | ■보통                 | 오메 가도 세이부 유원지 방면 |